# АСЕК Мимозас
АСЕК Мимозас (фр. ASEC Mimosas) — ивуарийский футбольный клуб из города Абиджан. Выступает в Чемпионате Кот-д’Ивуара. Основан в 1948 году. Домашние матчи проводит на стадионе «Феликс Уфуэ-Буаньи», вмещающем 55 000 зрителей.

## История
«АСЕК Мимозас» является одним из самых успешных ивуарийских клубов на международной арене за всю историю. «Мимозы» — стали вторым клубом после «Стад Абиджан» из Кот-д’Ивуара, которому удалось победить в Лиге чемпионов КАФ, команда победила в Лиге чемпионов КАФ 1998. Также «АСЕК Мимозас» стал вторым и пока последним из ивуарийских клубов когда-либо побеждавших в Суперкубке КАФ.

## Достижения

### Национальные
- Чемпион Кот-д’Ивуара — 27 (1963, 1970, 1972, 1973, 1974, 1975, 1980, 1990, 1991, 1992, 1993, 1994, 1995, 1997, 1998, 2000, 2001, 2002, 2003, 2004, 2005, 2006, 2009, 2010, 2017, 2018, 2021)
- Обладатель Кубка Кот-д’Ивуара — 20 (1962, 1967, 1968, 1969, 1970, 1972, 1973, 1983, 1990, 1995, 1997, 1999, 2003, 2005, 2007, 2008, 2011, 2013, 2014, 2018)

- Обладатель Суперкубка Кот-д’Ивуара — 16 (1975, 1980, 1983, 1990, 1994, 1995, 1997, 1998, 1999, 2004, 2006, 2007, 2008, 2009, 2011, 2017)

### Международные
- Лига чемпионов КАФ (1)
  - Победитель: 1998

- Суперкубок КАФ (1)
  - Победитель: 1999